# 岡山県道・兵庫県道556号後山上石井線
岡山県道・兵庫県道556号後山上石井線（おかやまけんどう・ひょうごけんどう556ごう うしろやまかみいしいせん）は、岡山県美作市から兵庫県佐用郡佐用町に至る一般県道である。

## 概要
岡山県美作市後山から兵庫県佐用郡佐用町上石井に至る。

### 路線データ
- 起点：岡山県美作市後山（国道429号交点）
- 終点：兵庫県佐用郡佐用町上石井（国道373号交点）

## 歴史
- 1994年（平成6年）4月1日 - 路線認定。

## 地理

### 通過する自治体
- 岡山県
  - 美作市
- 兵庫県
  - 佐用郡佐用町

### 交差する道路
| 交差する道路 | 都道府県名 | 市町村名 | 市町村名 | 交差する場所 | 交差する場所 |
| ------------ | ---------- | -------- | -------- | ------------ | ------------ |
| 国道429号    | 岡山県     | 美作市   | 美作市   | 後山         | 起点         |
| 国道373号    | 兵庫県     | 佐用郡   | 佐用町   | 上石井       | 終点         |

### 周辺
- 日名倉山
- 後山